# Vuelta a España
La Vuelta a España ([ˈbwelta a esˈpaɲa]), spesso indicata semplicemente come La Vuelta (in italiano: Giro di Spagna), è una corsa a tappe ciclistica, terza per antichità fra le tre che compongono i Grandi Giri maschili di ciclismo su strada professionistico. Si disputa in Spagna ogni anno a cavallo tra il mese di agosto e quello di settembre nell'arco di tre settimane, con traguardo dell'ultima tappa posto tradizionalmente a Madrid. Dal 2005 al 2007 ha fatto parte del circuito UCI ProTour, dal 2009 è stata inserita nel calendario mondiale UCI e dal 2011 fa parte dell'UCI World Tour.

## Storia
Disputata per la prima volta nel 1935 e annualmente dal 1955, la Vuelta si corre per tre settimane, come gli altri Grandi Giri, lungo un percorso ogni anno differente che attraversa la Spagna. L'evento inaugurale del 1935 vide cinquanta partecipanti affrontare un percorso di 3411 km suddivisi in sole quattordici tappe, con distanze parziali di oltre 240 km. Prese ispirazione dal successo dei Giri di Francia e Italia e dall'aumento delle vendite che ebbero i quotidiani che le sponsorizzavano (rispettivamente L'Auto e La Gazzetta dello Sport); così anche Juan Pujol, del quotidiano Informaciones, creò la corsa per aumentare le vendite del suo giornale.

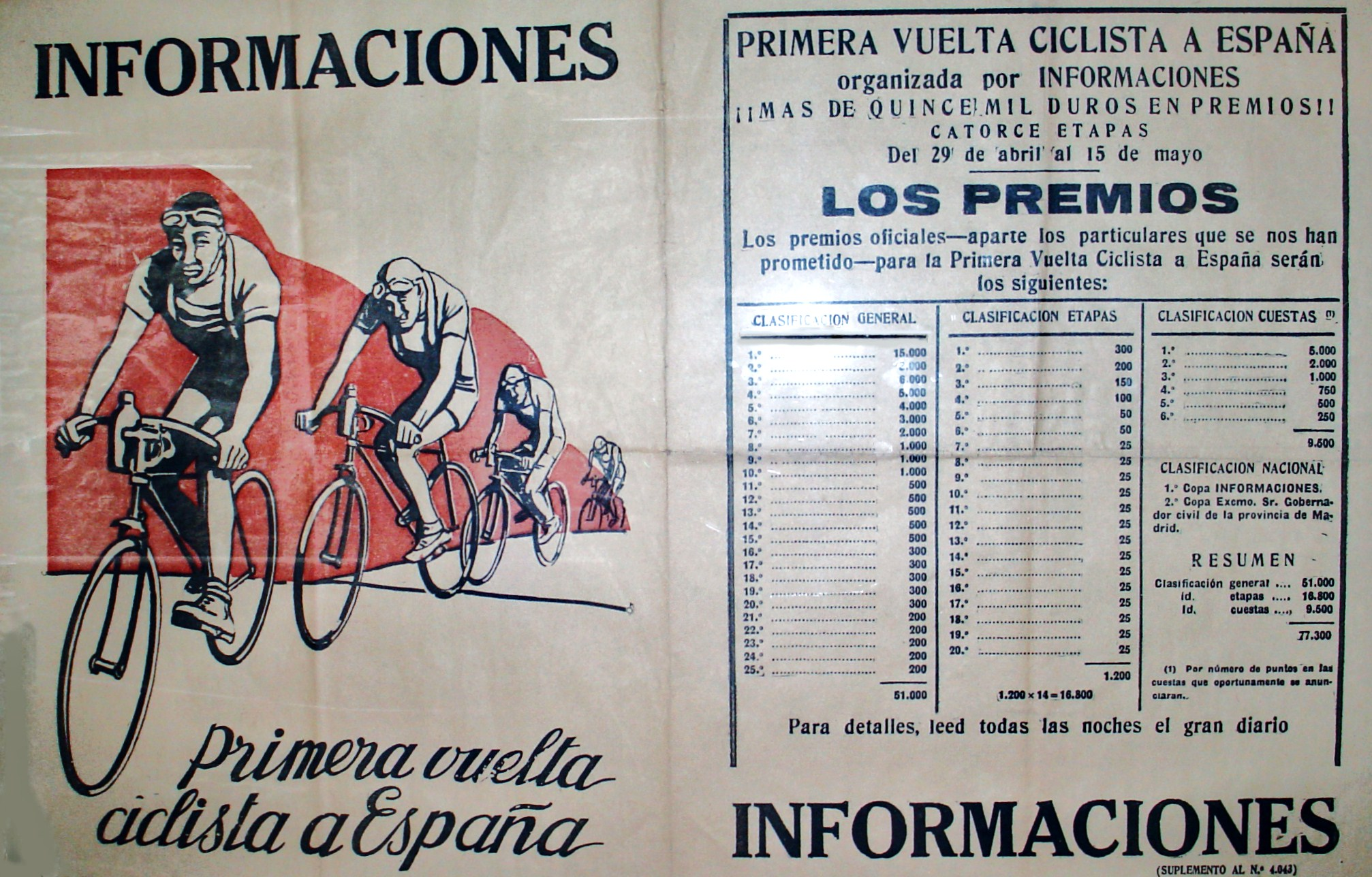
Il quotidiano Informaciones con la presentazione della prima edizione della Vuelta a España

Inizialmente era disputata in primavera, solitamente in aprile, con qualche edizione disputata in giugno negli anni quaranta. Solo nel 1995 fu spostata in settembre per evitare la diretta concorrenza con il Giro d'Italia, disputato in maggio, e per avere una maggiore affluenza di grandi ciclisti, dato che la Vuelta disputata in agosto/settembre è vista come importante preparazione per i Campionati del mondo di ciclismo su strada, organizzati nell'ultima settimana di settembre. Un'edizione, quella del 1950, fu organizzata tra agosto e settembre. La prima edizione risale al 1935, 14 tappe per un totale di 3431 km; la partenza e l'arrivo furono a Madrid e vinse il belga Gustaaf Deloor ad una media di 28,591 km/h. Tra il 1937 e il 1944 la Vuelta venne disputata solamente due volte, a causa della Guerra civile spagnola e della Seconda guerra mondiale.

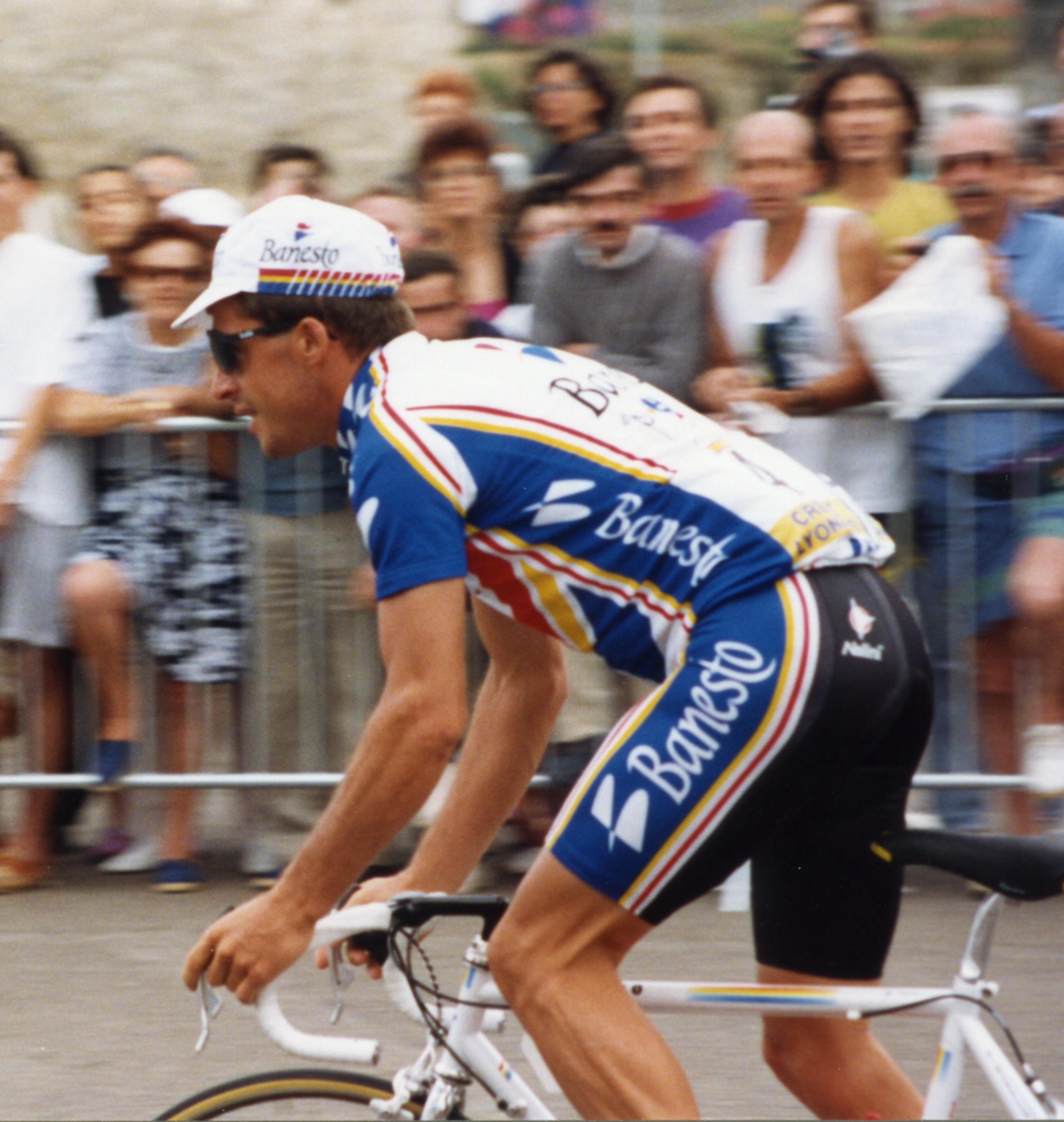
Pedro Delgado

Il record di edizioni vinte è detenuto dallo sloveno Primoz Roglic con 4 edizioni e dallo spagnolo Roberto Heras, vincitore nel 2000, 2003 e 2004; Heras vinse anche l'edizione 2005, ma venne in seguito squalificato per doping: tale edizione venne poi riassegnata al corridore iberico, riportando così il totale delle sue vittorie a 4. Per quanto riguarda i vincitori, la Vuelta nei suoi primi anni fu dominata da corridori non competitivi negli altri due grandi giri e complessivamente con poche vittorie, fatta eccezione per il francese Jean Stablinski, nonostante la vicinanza temporale con il Giro d'Italia. A partire dagli anni 1960 e fino al 1990, la corsa a tappe spagnola vede comunque vincitori i più grandi ciclisti del panorama mondiale, che iniziarono in quegli anni a prendervi parte: Jacques Anquetil (1963), Jan Janssen (1967), Felice Gimondi (1968), Luis Ocaña (1970), Eddy Merckx (1973), Freddy Maertens (1977), Bernard Hinault (1978 e 1983), Joop Zoetemelk (1979), Giovanni Battaglin (1981) e Pedro Delgado (1985 e 1989). Per quanto riguarda gli anni 2000, vi sono invece tre successi di Alberto Contador e due di Chris Froome.
La vittoria della Vuelta assime a Giro d'Italia e Tour de France, assegna la Tripla Corona.
Gli spagnoli dominano nel numero di vittorie finali, con 28 edizioni vinte delle 76 organizzate al 2022; la Vuelta ha avuto vincitori provenienti anche da Francia, Belgio, Svizzera, Italia, Germania, Paesi Bassi, Colombia, Irlanda, Kazakistan, Russia, Stati Uniti, Slovenia e Regno Unito.
Il record di vittorie di tappa in una singola edizione spetta a Freddy Maertens, che nell'edizione del 1977 vinse 13 tappe, oltre alla classifica generale.

## Descrizione

### Maglie

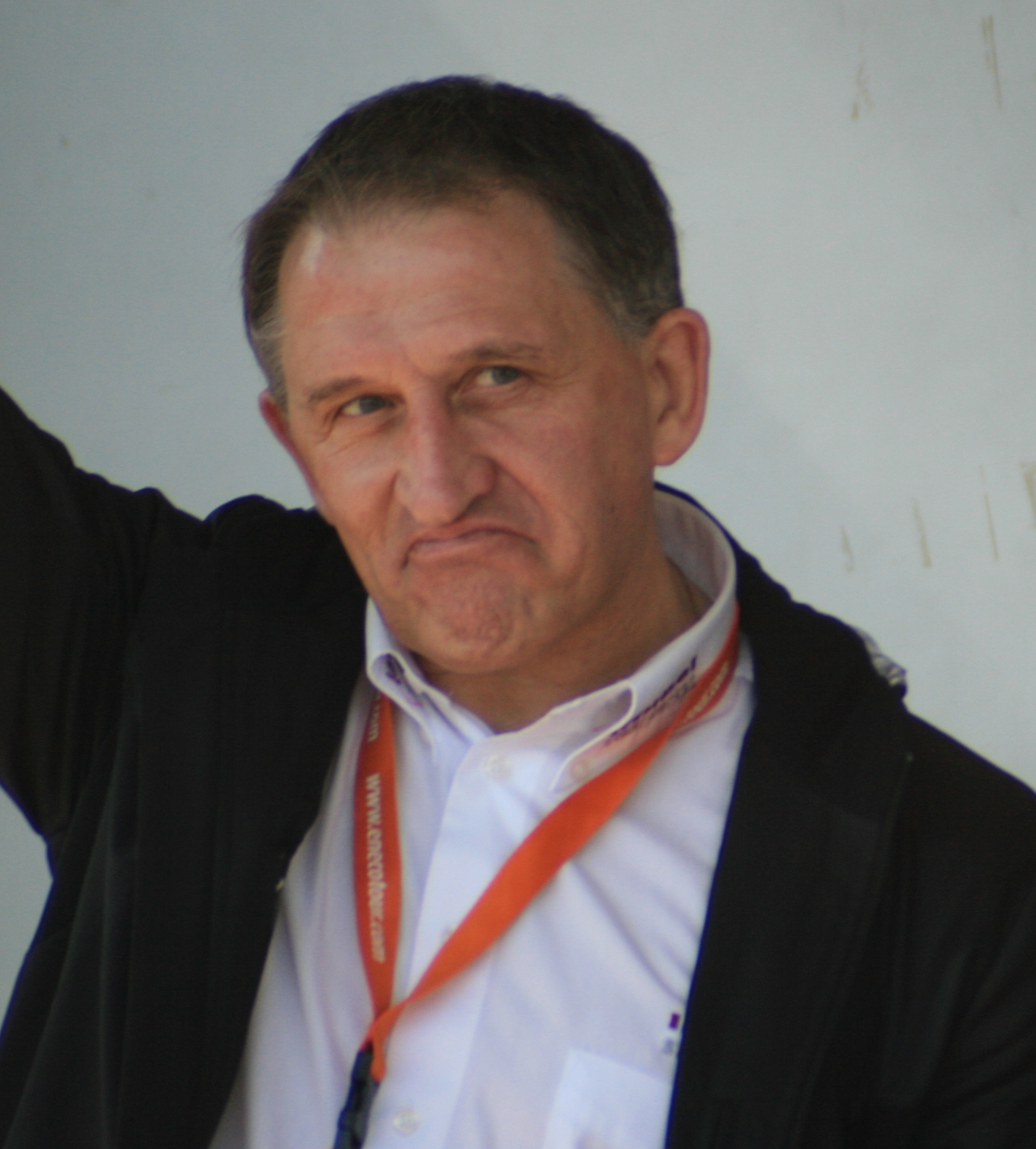
Freddy Maertens, recordman di vittorie alla Vuelta in una sola annata

Il leader della classifica generale, dall'edizione del 2010, indossa una maglia rossa, corrispettiva spagnola della maglia gialla del Tour de France e della maglia rosa del Giro d'Italia. Ma la maglia del leader alla Vuelta ha avuto una storia molto travagliata con moltissime variazioni di colore. La prima volta che il leader indossò una maglietta di colore distintivo fu già durante le prime edizioni, quando si optò per l'arancione. Poi tra il 1935 e il 1936 la camiseta si schiarì un po' diventando quasi gialla. Nel 1941 a sorpresa si passò al bianco, ma soltanto per una stagione. Nel 1942 ecco nuovamente l'arancione. Nel 1945 apparve per la prima volta il rosso, in versione quasi porpora, dal 1946 al 1950 si preferì una doppia colorazione con sfondo bianco e striscia rossa. Finalmente nel 1955 si passò al giallo che risultò il colore più adottato dato che fu mantenuto fino al 1999. Solo nel 1977 si registrò un'edizione rossa come di nuovo dal 2010. Dal 1999 al 2009, giusto per differenziarsi dal Tour, ecco la colorazione oro.
Altre graduatorie distintive sono la classifica scalatori e quella della classifica a punti, che assegnano rispettivamente una maglia a pois blu e una maglia verde. Vi sono state e vi sono anche altre maglie assegnate, come quella al leader della classifica degli sprint intermedi (ora abolita) e quella per la classifica combinata (maglia bianca), un sistema a punti che premia il ciclista meglio classificato combinando le tre principali classifiche (generale, a punti e scalatori).
Le maglie attualmente in uso sono:

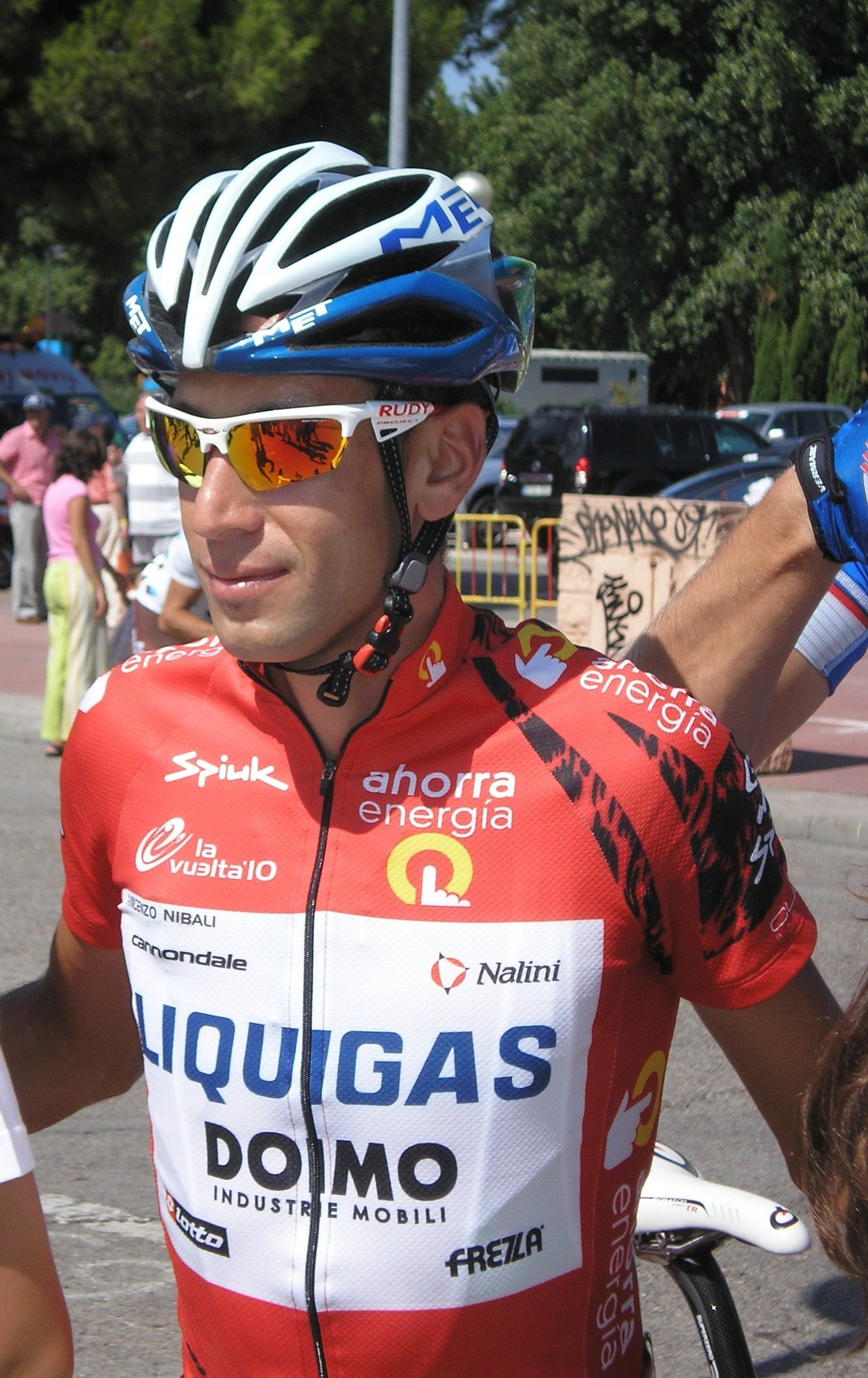
Vincenzo Nibali con addosso la maglia rossa, simbolo del primato della classifica generale

- Maglia rossa, simbolo del leader della classifica generale dall'edizione 2010.
- Maglia a pois, simbolo del leader della classifica scalatori.
- Maglia verde, simbolo del leader della classifica a punti (fino al 2005 simboleggiava il leader della classifica scalatori).
- Maglia bianca, simbolo del leader della classifica giovani dal 2019.

Non più in uso:
- Maglia oro, simbolo del leader della classifica generale fino al 2009.
- Maglia azzurra, simbolo del leader della classifica a punti fino al 2008.
- Maglia arancione, simbolo del leader della classifica scalatori dal 2005 al 2008.
- Maglia granata, simbolo del leader della classifica scalatori nel 2009.
- Maglia bianca, simbolo del leader della classifica combinata fino al 2018.

Maglia rossa, simbolo del leader dei traguardi volanti.

### Percorso
L'itinerario, diverso di anno in anno, attraversa la Spagna e talvolta le nazioni confinanti durante tre settimane. Come una tipica corsa a tappe, è composta in genere di tappe di pianura, adatte ai velocisti, di tappe a media difficoltà, in cui prevalgono piccoli gruppi di fuggitivi, e di dure tappe di montagna, che insieme alle due, o più, tappe a cronometro decidono la corsa. A volte è possibile che ci sia pure una cronometro a squadre.
Tradizionalmente la tappa finale della Vuelta arriva nella capitale della Spagna, Madrid. Anche Bilbao, negli anni cinquanta, e San Sebastián, negli anni settanta, furono meta finale della corsa per lunghi periodi. Inoltre la corsa terminò diverse volte a Gijón ed una volta anche a Jerez de la Frontera. L'ultimo arrivo al di fuori della capitale si ebbe nel 2021 a Santiago di Compostela. Nel 1997 iniziò al di fuori della Spagna per la prima volta, da Lisbona, capitale del Portogallo, scelta in onore dell'Expo 98. La prima edizione iniziata all'esterno della Penisola Iberica è stata quella del 2009, quando il circuito di Assen ha ospitato il prologo della sessantaquattresima edizione. La settantaduesima è partita dalla francese Nîmes, mentre l'ottantesima partirà per la prima volta in Italia, dal Piemonte.
Nel 1999, per la prima volta, la corsa scalò l'Alto de El Angliru, nelle Asturie, che sale di 1573 metri in circa 12,9 km con una pendenza massima del 23,6% (alla Cueña les Cabres) che ne fa una delle salite più dure d'Europa. Altre salite importanti che hanno fatto la storia della corsa spagnola sono quella di Bola del Mundo, Lagos de Covadonga, Alto de Abantos, Arcalís, e a volte sono proposte anche salite pirenaiche tipiche del Tour de France. A differenza di quanto accade al Tour de France ed al Giro d'Italia, che hanno un percorso abbastanza definito e che copre regolarmente importanti montagne, quello della Vuelta è estremamente variabile negli anni; infatti capita spesso di escludere la scalata di alcuni rilievi come i Pirenei. Nel 2012 si è avuto un percorso che ha coperto esclusivamente l'intero nord del paese, con il punto più a sud posto all'arrivo nella capitale.

## Albo d'oro

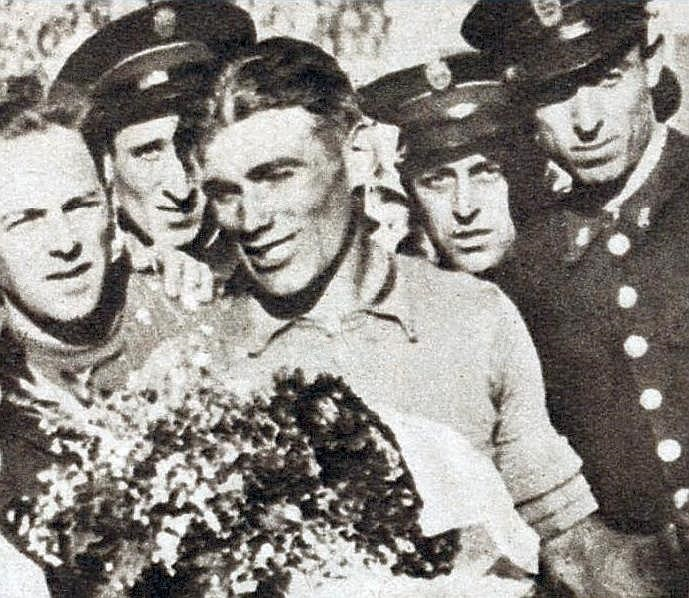
Gustaaf Deloor

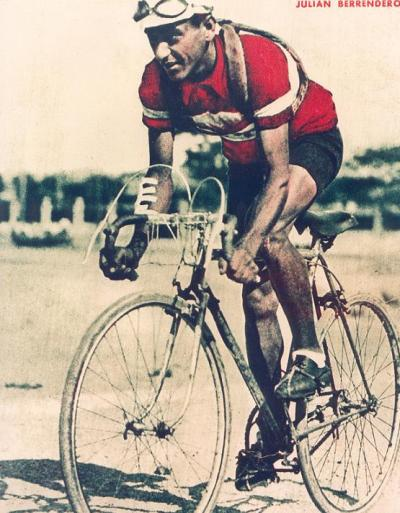
Julián Berrendero

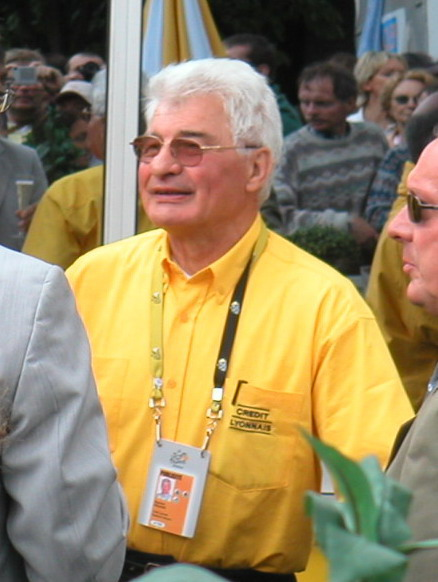
Raymond Poulidor

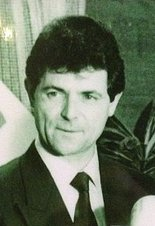
José Manuel Fuente

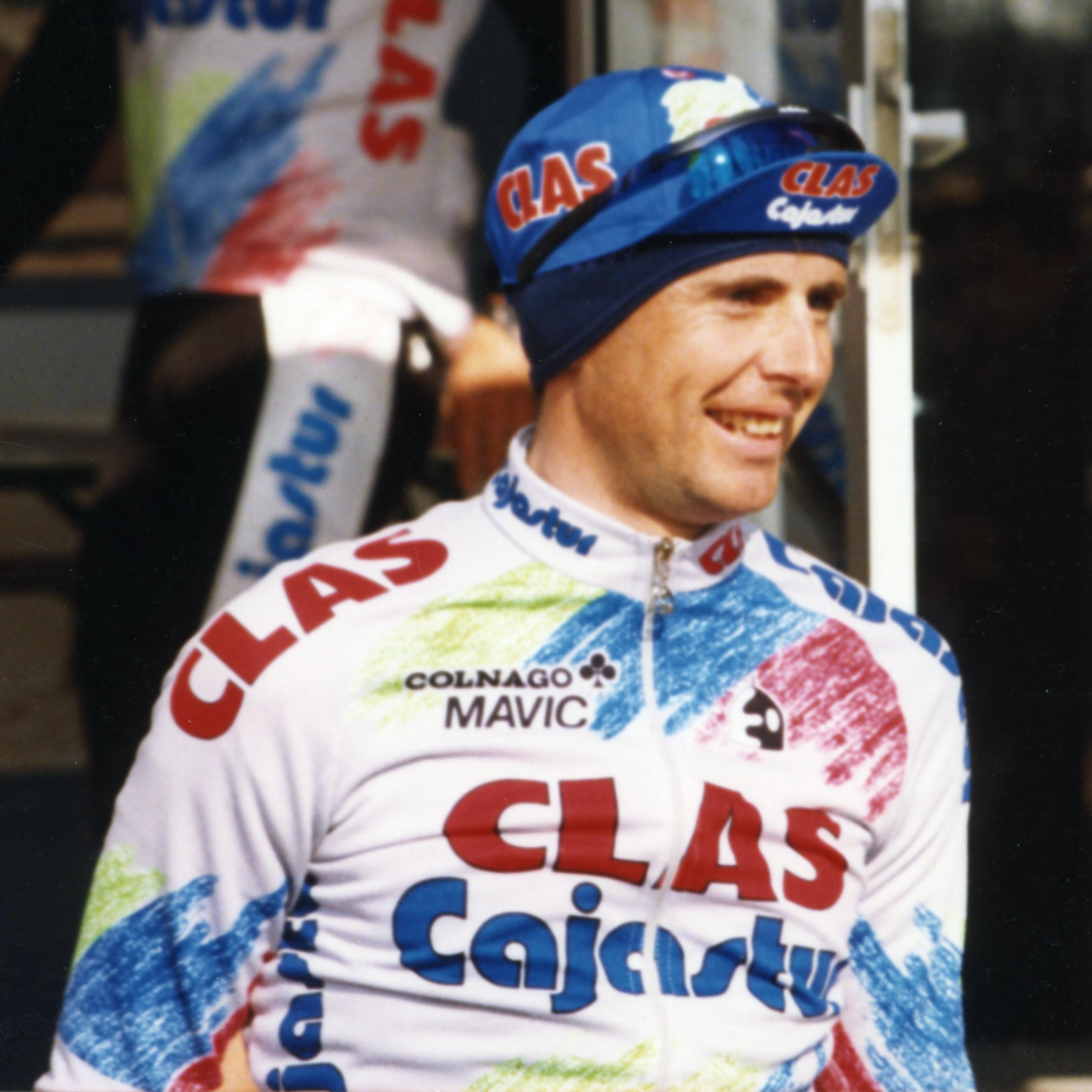
Tony Rominger

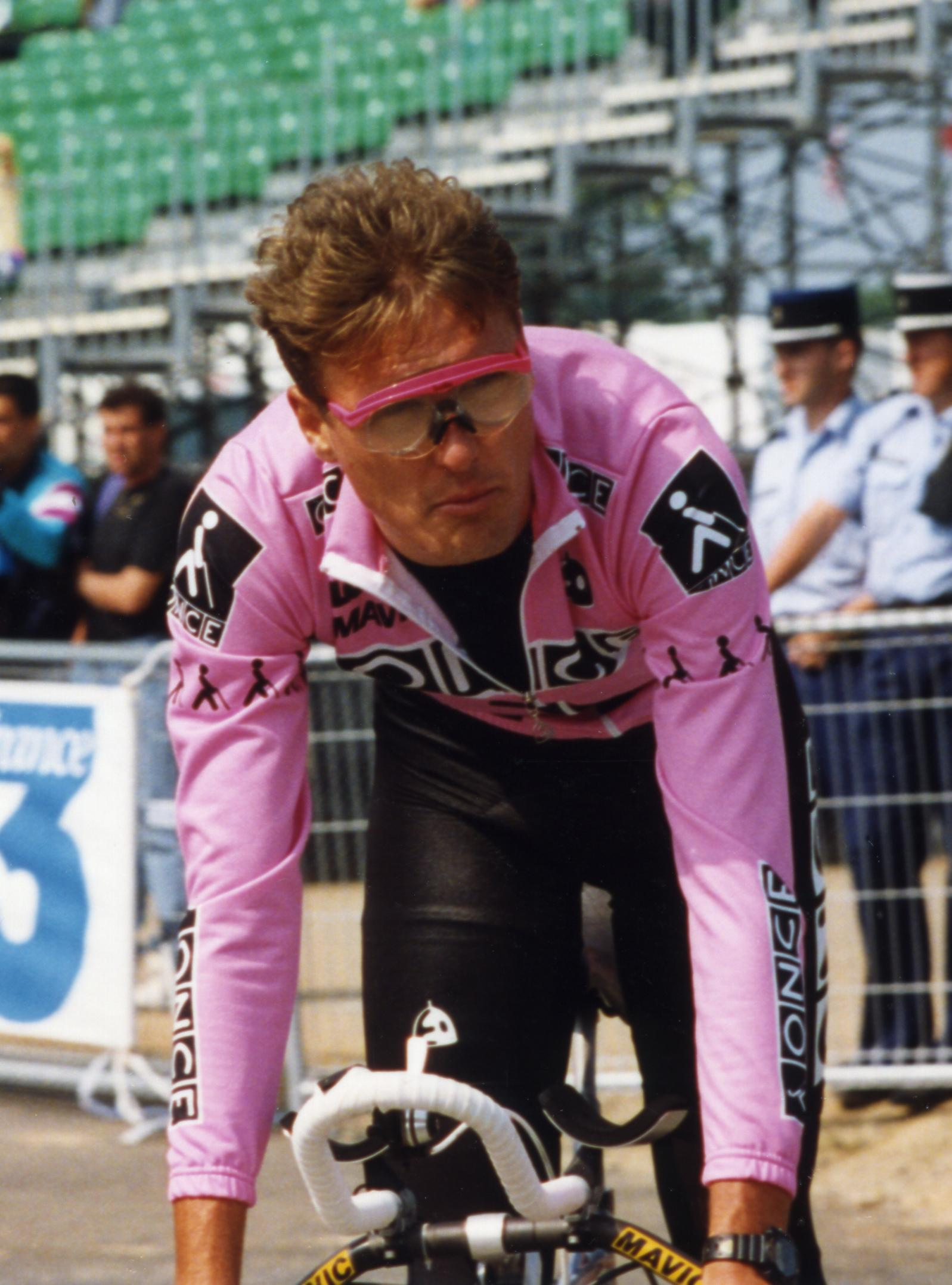
Alex Zülle

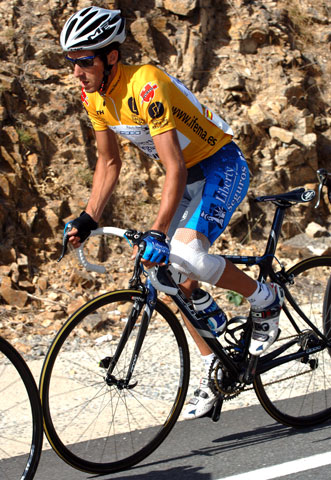
Roberto Heras

Aggiornato all'edizione 2024.
| Anno    | Vincitore           | Secondo                   | Terzo                 |
| ------- | ------------------- | ------------------------- | --------------------- |
| 1935    | Gustaaf Deloor      | Mariano Cañardo           | Antoine Dignef        |
| 1936    | Gustaaf Deloor      | Alfons Deloor             | Antonio Bertola       |
| 1937-40 | non disputata       | non disputata             | non disputata         |
| 1941    | Julián Berrendero   | Fermín Trueba             | José Jabardo          |
| 1942    | Julián Berrendero   | Diego Chafer              | Antonio Andrés Sancho |
| 1943-44 | non disputata       | non disputata             | non disputata         |
| 1945    | Delio Rodríguez     | Julián Berrendero         | Juan Gimeno           |
| 1946    | Dalmacio Langarica  | Julián Berrendero         | Jan Lambrichs         |
| 1947    | Edward Van Dijck    | Manuel Costa              | Delio Rodríguez       |
| 1948    | Bernardo Ruiz       | Emilio Rodríguez          | Bernardo Capó         |
| 1949    | non disputata       | non disputata             | non disputata         |
| 1950    | Emilio Rodríguez    | Manuel Rodríguez          | José Serra            |
| 1951-54 | non disputata       | non disputata             | non disputata         |
| 1955    | Jean Dotto          | Antonio Jiménez           | Raphaël Géminiani     |
| 1956    | Angelo Conterno     | Jesús Loroño              | Raymond Impanis       |
| 1957    | Jesús Loroño        | Federico Bahamontes       | Bernardo Ruiz         |
| 1958    | Jean Stablinski     | Pasquale Fornara          | Fernando Manzaneque   |
| 1959    | Antonio Suárez      | José Segú                 | Rik Van Looy          |
| 1960    | Frans De Mulder     | Armand Desmet             | Miguel Pacheco        |
| 1961    | Angelino Soler      | François Mahé             | José Pérez Francés    |
| 1962    | Rudi Altig          | José Pérez Francés        | Seamus Elliott        |
| 1963    | Jacques Anquetil    | José Martín Colmenarejo   | Miguel Pacheco        |
| 1964    | Raymond Poulidor    | Luis Otaño                | José Pérez Francés    |
| 1965    | Rolf Wolfshohl      | Raymond Poulidor          | Rik Van Looy          |
| 1966    | Francisco Gabica    | Eusebio Vélez             | Carlos Echeverría     |
| 1967    | Jan Janssen         | Jean-Pierre Ducasse       | Aurelio González      |
| 1968    | Felice Gimondi      | José Pérez Francés        | Eusebio Vélez         |
| 1969    | Roger Pingeon       | Luis Ocaña                | Marinus Wagtmans      |
| 1970    | Luis Ocaña          | Agustín Tamames           | Herman Van Springel   |
| 1971    | Ferdinand Bracke    | Wilfried David            | Luis Ocaña            |
| 1972    | José Manuel Fuente  | Miguel María Lasa         | Agustín Tamames       |
| 1973    | Eddy Merckx         | Luis Ocaña                | Bernard Thévenet      |
| 1974    | José Manuel Fuente  | Joaquim Agostinho         | Miguel María Lasa     |
| 1975    | Agustín Tamames     | Domingo Perurena          | Miguel María Lasa     |
| 1976    | José Pesarrodona    | Luis Ocaña                | José Nazabal          |
| 1977    | Freddy Maertens     | Miguel María Lasa         | Klaus-Peter Thaler    |
| 1978    | Bernard Hinault     | José Pesarrodona          | Jean-René Bernaudeau  |
| 1979    | Joop Zoetemelk      | Francisco Galdós          | Michel Pollentier     |
| 1980    | Faustino Rupérez    | Pedro Torres              | Claude Criquielion    |
| 1981    | Giovanni Battaglin  | Pedro Muñoz               | Vicente Belda         |
| 1982    | Marino Lejarreta    | Michel Pollentier         | Sven-Åke Nilsson      |
| 1983    | Bernard Hinault     | Marino Lejarreta          | Alberto Fernández     |
| 1984    | Éric Caritoux       | Alberto Fernández         | Reimund Dietzen       |
| 1985    | Pedro Delgado       | Robert Millar             | Francisco Rodríguez   |
| 1986    | Álvaro Pino         | Robert Millar             | Sean Kelly            |
| 1987    | Luis Herrera        | Reimund Dietzen           | Laurent Fignon        |
| 1988    | Sean Kelly          | Reimund Dietzen           | Anselmo Fuerte        |
| 1989    | Pedro Delgado       | Fabio Parra               | Óscar Vargas          |
| 1990    | Marco Giovannetti   | Pedro Delgado             | Anselmo Fuerte        |
| 1991    | Melchor Mauri       | Miguel Indurain           | Marino Lejarreta      |
| 1992    | Tony Rominger       | Jesús Montoya             | Pedro Delgado         |
| 1993    | Tony Rominger       | Alex Zülle                | Laudelino Cubino      |
| 1994    | Tony Rominger       | Mikel Zarrabeitia         | Pedro Delgado         |
| 1995    | Laurent Jalabert    | Abraham Olano             | Johan Bruyneel        |
| 1996    | Alex Zülle          | Laurent Dufaux            | Tony Rominger         |
| 1997    | Alex Zülle          | Fernando Escartín         | Laurent Dufaux        |
| 1998    | Abraham Olano       | Fernando Escartín         | José María Jiménez    |
| 1999    | Jan Ullrich         | Igor González de Galdeano | Roberto Heras         |
| 2000    | Roberto Heras       | Ángel Casero              | Pavel Tonkov          |
| 2001    | Ángel Casero        | Óscar Sevilla             | non attribuito        |
| 2002    | Aitor González      | Roberto Heras             | Joseba Beloki         |
| 2003    | Roberto Heras       | Isidro Nozal              | Alejandro Valverde    |
| 2004    | Roberto Heras       | Santiago Pérez            | Francisco Mancebo     |
| 2005    | Roberto Heras       | Denis Men'šov             | Carlos Sastre         |
| 2006    | Aleksandr Vinokurov | Alejandro Valverde        | Andrej Kašečkin       |
| 2007    | Denis Men'šov       | Carlos Sastre             | Samuel Sánchez        |
| 2008    | Alberto Contador    | Levi Leipheimer           | Carlos Sastre         |
| 2009    | Alejandro Valverde  | Samuel Sánchez            | Cadel Evans           |
| 2010    | Vincenzo Nibali     | Peter Velits              | Joaquim Rodríguez     |
| 2011    | Chris Froome        | Bradley Wiggins           | Bauke Mollema         |
| 2012    | Alberto Contador    | Alejandro Valverde        | Joaquim Rodríguez     |
| 2013    | Chris Horner        | Vincenzo Nibali           | Alejandro Valverde    |
| 2014    | Alberto Contador    | Chris Froome              | Alejandro Valverde    |
| 2015    | Fabio Aru           | Joaquim Rodríguez         | Rafał Majka           |
| 2016    | Nairo Quintana      | Chris Froome              | Esteban Chaves        |
| 2017    | Chris Froome        | Vincenzo Nibali           | Il'nur Zakarin        |
| 2018    | Simon Yates         | Enric Mas                 | Miguel Ángel López    |
| 2019    | Primož Roglič       | Alejandro Valverde        | Tadej Pogačar         |
| 2020    | Primož Roglič       | Richard Carapaz           | Hugh Carthy           |
| 2021    | Primož Roglič       | Enric Mas                 | Jack Haig             |
| 2022    | Remco Evenepoel     | Enric Mas                 | Juan Ayuso            |
| 2023    | Sepp Kuss           | Jonas Vingegaard          | Primož Roglič         |
| 2024    | Primož Roglič       | Ben O'Connor              | Enric Mas             |